# Zhang Juzheng
Zhang Juzheng (Jiangling in Hubei, 1525 – Beijing, juli 1582) was een belangrijk bestuurder en hervormer tijdens de Chinese Ming-dynastie. Tussen 1572 en 1582 was Zhang Juzheng groot-secretaris van de kanselarij. In die periode initieerde Zhang verschillende belangrijke hervormingen om het verval van de dynastie tegen te gaan. Hij had daarbij wisselend succes. Na zijn dood viel hij postuum alsnog in ongenade bij de keizer. 

## Loopbaan
Zhang Juzheng toonde zich een bekwaam student die al in 1547, op tweeëntwintigjarige leeftijd, de hoogste graad binnen het examenstelsel behaalde. Deze jinshi-graad verschafte hem het lidmaatschap van de prestigieuze Hanlin-academie en verzekerde hem van een loopbaan binnen het landelijke bestuurlijke apparaat. Hij werd officiële leermeester van de latere Longqing-keizer (r. 1567-1572). Tijdens diens bewind klom Zhang op tot een van de leden van het groot-secretariaat van de kanselarij, het belangrijkste coördinerende orgaan binnen het politiek bestuur. 
Na de dood van Longging kwam de negenjarige Wanli-keizer (r. 1572-1620) op de troon terecht. Al snel ontstond er een conflict tussen de keizerlijke familie, vertegenwoordigd door Longqings voornaamste echtgenote en Wanli's natuurlijke moeder, en Gao Gong (1512-1578), de dominante bestuurder binnen de kanselarij. Gao Gong toonde volgens de twee vrouwen onvoldoende respect voor de jonge keizer. Zhang Juzheng keerde zich tegen zijn voormalige bondgenoot Gao Gong, die verbannen werd van het hof. Zhang kreeg grote steun bij deze manoeuvres van de eunuch Feng Bao, de belangrijkste vertrouweling van de jonge keizer. In de jaren daarna controleerde dit duo samen het hof en het bestuursapparaat. 
Zhang was nu de dominante kracht binnen de kanselarij. Hij verstevigde zijn positie verder door ook van Wanli de officiële leermeester te worden. De keizer was getalenteerd en stond zeker de eerste jaren sterk onder invloed van zijn leermeester. Later begon de ouder wordende Wanli zich echter af te zetten tegen de strikte discipline die Zhang Juzheng hem oplegde. Meer en meer realiseerde Wanli zich dat hij als keizer aan niemand verantwoording schuldig was, ook niet aan zijn leermeester. Op het moment van het overlijden van Zhang was het echter nog niet tot een openlijk conflict gekomen. 

## Periode aan de macht
Zhang Juzheng gebruikte zijn - in de Chinese context tamelijk unieke - machtspositie om een aantal nijpende problemen aan te pakken. De combinatie van zwakke keizers en een door factiestrijd verdeeld bestuursapparaat hadden lang ingrijpende hervormingen tegengehouden. 
Zhang benoemde bekwame functionarissen aan China's grenzen om deze te verdedigen tegen invallers. Qi Jiguang (1528-1588), reeds befaamd door zijn verrichtingen tegen de wakō-piraten aan de oostkust, werd belast met het versterken van de Grote Muur in het noordoosten. Deze en soortgelijke benoemingen leidden tot een aanzienlijke vergroting van de militaire kracht van de Ming-dynastie. Tegelijkertijd werd in 1570 met de Mongoolse leider Altan Khan (1507-1582) een overeenkomst gesloten waardoor wederzijdse handel mogelijk werd. Dit maakte een einde aan tientallen jaren van Mongoolse plundertochten en invallen die zelfs tot de muren van Beijing waren gekomen. 
Ook liet Zhang vanaf 1578 in alle districten een groot kadastraal onderzoek naar niet-geregistreerde grond uitvoeren. Dit onderzoek wordt na Zhangs dood stopgezet, maar had op dat moment al bijna een half miljoen hectare verborgen land opgeleverd. 
Het belastingstelsel werd eveneens gereorganiseerd. Op lokaal niveau waren in de zestiende eeuw al vele belastingen in natura en corveediensten omgezet naar meer efficiënte betalingen in zilver. Zhang Juzheng voerde deze ontwikkeling in 1580 landelijk door via de zogenaamde Eén Zweep Hervormingen (yitiao bianfa). Dit was de grootste belastinghervorming in de Chinese geschiedenis sinds de invoering van de 'Methode van de Tweemalige Belastingheffing' (liangshui fa) door Yang Yan (721-781) tijdens de Tang-dynastie.
Het doorvoeren van deze hervormingen eiste een krachtdadige aanpak van de groot-secretaris om verzet en tegenwerking van allerlei kanten te doorbreken. Zhang spiegelde zich daarbij aan tirannieke heersers uit het verleden zoals Qin Shi Huangdi (259 v.Chr. - 210 v.Chr.) en de Hongwu-keizer (1328-1398). Zijn aanpak leverde Zhang wel vele vijanden op die een aanleiding zochten om zijn positie te ondergraven. Zo'n aanleiding kwam met de dood van de vader van Zhang Juzheng in 1577. De traditie schreef voor dat een zoon een rouwperiode van zevenentwintig maanden in acht diende te nemen waarin hij geen officiële functie kon bekleden. Zhang trad echter niet terug, uit angst dat anderen zijn politieke hervormingen zouden terugdraaien. De keuze van Zhang Juzheng om op zijn post te blijven leverde hem veel openlijke en heimelijke kritiek van zijn collega-bestuurders op. Met steun van Wanli werden de protesten hardhandig onderdrukt.
Zhang maakte nieuwe vijanden toen hij zich keerde tegen de aanhangers van Wang Yangming (1472-1529). Deze belangrijke filosoof en bestuurder had in het begin van de zestiende eeuw een meer vrijdenkende variant van het confucianisme gepropageerd. Wang benadrukte het primaat van de intuïtieve, niet de aangeleerde, kennis bij de mens en de noodzaak om op grond daarvan actief te handelen. Wangs ideeën vonden veel weerklank en vele scholen (shuyuan) droegen deze uit. Zhang Juzheng sloot deze scholen in 1579 echter omdat ze de traditionele autoriteiten ondermijnden. In de jaren daarna werden Wangs volgelingen systematisch geweerd uit invloedrijke posities binnen de bureaucratie.
Zelf leverde Zhang Juzheng ook een belangrijke intellectuele prestatie met zijn commentaar op de Vier Boeken. Deze boeken waren door Zhu Xi (1130-1200) uit de confuciaanse canon van de Dertien Klassieken als de belangrijkste aangemerkt. De Vier Boeken waren sinds de veertiende eeuw verplichte leerstof voor de ambtenarenexamens en bepaalden op deze wijze in hoge mate de ideologie van de geletterde elite van China. Het commentaar van Zhang op deze Vier Boeken had grote invloed tijdens de late Ming-dynastie. 

## Dood en nalatenschap
Zhang Juzheng overleed in juli 1582 op 57-jarige leeftijd. Zijn opponenten beginnen vrijwel onmiddellijk met een campagne van beschuldigingen van machtsmisbruik en corruptie tegen Zhang en diens medestanders. Terwijl Zhang voortdurend had gepleit voor zuinigheid in het landsbestuur en aan het keizerlijk hof, bleek hij ondertussen zichzelf flink verrijkt te hebben. Bovendien zou hij zich schuldig hebben gemaakt aan allerlei vormen van immoreel gedrag. De Wanli-keizer liet een onderzoek instellen waarvan de uitkomst vernietigend was voor zijn voormalige leermeester. De bezittingen van de familie werden geconfisqueerd en de prominentste leden verbannen naar verre grensstreken. De hervormingen van Zhang Juzheng bleven in naam gehandhaafd, maar werden niet langer actief gestimuleerd.